# Maison forte des Époisses
La ferme fortifiée des Époisses est une maison forte du XIIIe siècle située sur la commune française de Bombon, dans le département de Seine-et-Marne en région Île-de-France.
La ferme fortifiée fait l’objet d'un classement au titre des Monuments historiques depuis le 23 décembre 1981.

## Histoire
Son nom vient du vieux français « espesse » qui veut dire épaisseur, bois touffu, lui-même dérivé du bas latin spissum. On imagine donc facilement qu’à l’époque, sa tour et ses créneaux dominaient des fourrés épais et qu’ils étaient entourés d’une véritable forêt.
Ses origines sont très anciennes, on le trouve cité pour la première fois en 1285, dans la charte de partage de la vicomté de Melun entre les deux frères Adam et Jean ; Jean a dans sa part les cens et rentes des Époisses.
On connait quelques seigneurs du fief des Époisses :
- Guy de Gyresne en 1477[3]
- Pierre de Mesgrigny (1635-1650), conseiller du Roi, Maître des comptes, seigneur de la Villeuneufve, dont le dernier était Abel Coulleau, cité en 1660 ;
- Jacques de Mesgrigny en 1691 ;
- comtesse de Béthisy en 1830.

En 1878, à l’occasion de l’exposition universelle, le domaine des Époisses devient célèbre quand s'y tient une exposition de matériel agricole qui fait grand bruit à l’époque et qui attire une foule énorme, environ 20 000 personnes. Le ministre de l’agriculture, des préfets, des sénateurs, des conseillers généraux du département, des étrangers, des chefs kabyles et des Japonais sont réunis pour admirer le miracle de la première moissonneuse qui, conduite par un seul homme, coupe, lie et façonne des gerbes de blé. 
À partir de 1970, le site abrite des manifestations musicales. Il est découvert par Mstislav Rostropovitch qui, le 21 août 1975, y donne un concert dans la grande dépendance.
De 1981 à 1987, le domaine fait l'objet de travaux de restauration.
Aujourd’hui, le fief des Époisses, classé monument historique, se consacre totalement aux séminaires d'entreprise et n'est plus ouvert au public.